# Ministri degli affari esteri del Lussemburgo
Il presente elenco raccoglie tutti i nomi dei titolari del Ministero degli affari esteri del Granducato di Lussemburgo, dalla formulazione della Costituzione nel 1848.

## Lista

### Periodo pre-partitico (1848-1918)
| Ministro      | Ministro                                           | Governo        | Mandato           | Mandato           |
| Ministro      | Ministro                                           | Governo        | Inizio            | Fine              |
| ------------- | -------------------------------------------------- | -------------- | ----------------- | ----------------- |
| Affari esteri |                                                    |                |                   |                   |
|               | Gaspard-Théodore-Ignace de la Fontaine (1787-1871) | De la Fontaine | 1º agosto 1848    | 2 dicembre 1848   |
|               | Jean-Jacques Willmar (1792-1866)                   | Willmar        | 2 dicembre 1848   | 23 settembre 1953 |
|               | Charles-Mathias Simons (1802-1874)                 | Simons         | 23 settembre 1953 | 26 settembre 1860 |
|               | Victor de Tornaco (1805-1875)                      | De Tornaco     | 26 settembre 1860 | 3 dicembre 1867   |
|               | Emmanuel Servais (1811-1890)                       | Servais        | 3 dicembre 1867   | 26 dicembre 1874  |
|               | Félix de Blochausen (1834-1915)                    | De Blochausen  | 26 dicembre 1874  | 20 febbraio 1885  |
|               | Édouard Thilges (1817-1904)                        | Thilges        | 20 febbraio 1885  | 22 settembre 1888 |
|               | Paul Eyschen (1841-1915)                           | Eyschen        | 22 settembre 1888 | 12 ottobre 1915   |
| vacante       | vacante                                            | Mongenast      | 12 ottobre 1915   | 6 novembre 1915   |
|               | Hubert Loutsch (1878-1946)                         | Loutsch        | 6 novembre 1915   | 24 febbraio 1916  |
|               | Victor Thorn (1844-1930)                           | Thorn          | 24 febbraio 1916  | 18 giugno 1917    |
|               | Léon Kauffman (1869-1952)                          | Kauffman       | 18 giugno 1917    | 28 settembre 1918 |

### Periodo dei partiti (1918-presente)
| Ministro                                       | Ministro                  | Ministro                    | Partito                                                                         | Governo             | Mandato           | Mandato          |
| Ministro                                       | Ministro                  | Ministro                    | Partito                                                                         | Governo             | Inizio            | Fine             |
| ---------------------------------------------- | ------------------------- | --------------------------- | ------------------------------------------------------------------------------- | ------------------- | ----------------- | ---------------- |
| Affari esteri                                  |                           |                             |                                                                                 |                     |                   |                  |
|                                                |                           | Émile Reuter (1874-1973)    | Partito della Destra                                                            | Reuter              | 28 settembre 1918 | 19 marzo 1925    |
|                                                |                           | Pierre Prüm (1886-1950)     | Partito Nazionale Indipendente                                                  | Prüm                | 19 marzo 1925     | 15 luglio 1926   |
|                                                |                           | Joseph Bech (1887-1975)     | Partito della Destra (1926-1944) Partito Popolare Cristiano Sociale (1944-1959) | Bech                | 15 luglio 1926    | 5 novembre 1937  |
| Dupong-Krier                                   | 5 novembre 1937           | Joseph Bech (1887-1975)     | Partito della Destra (1926-1944) Partito Popolare Cristiano Sociale (1944-1959) | 10 maggio 1940      |                   |                  |
| Governo in esilio                              | 10 maggio 1940            | Joseph Bech (1887-1975)     | Partito della Destra (1926-1944) Partito Popolare Cristiano Sociale (1944-1959) | 23 settembre 1944   |                   |                  |
|                                                | Governo della Liberazione | Joseph Bech (1887-1975)     | Partito della Destra (1926-1944) Partito Popolare Cristiano Sociale (1944-1959) | 23 settembre 1944   | 14 novembre 1945  |                  |
| Governo di unità nazionale                     | 14 novembre 1945          | Joseph Bech (1887-1975)     | Partito della Destra (1926-1944) Partito Popolare Cristiano Sociale (1944-1959) | 1º marzo 1947       |                   |                  |
| Dupong-Schaus                                  | 1º marzo 1947             | Joseph Bech (1887-1975)     | Partito della Destra (1926-1944) Partito Popolare Cristiano Sociale (1944-1959) | 3 luglio 1951       |                   |                  |
| Dupong-Bodson                                  | 3 luglio 1951             | Joseph Bech (1887-1975)     | Partito della Destra (1926-1944) Partito Popolare Cristiano Sociale (1944-1959) | 29 dicembre 1953    |                   |                  |
| Bech-Bodson                                    | 29 dicembre 1953          | Joseph Bech (1887-1975)     | Partito della Destra (1926-1944) Partito Popolare Cristiano Sociale (1944-1959) | 29 marzo 1958       |                   |                  |
| Frieden                                        | 29 marzo 1958             | Joseph Bech (1887-1975)     | Partito della Destra (1926-1944) Partito Popolare Cristiano Sociale (1944-1959) | 2 marzo 1959        |                   |                  |
| Affari esteri e commercio estero               |                           |                             |                                                                                 |                     |                   |                  |
|                                                |                           | Eugène Schaus (1901-1978)   | Partito Democratico                                                             | Werner-Schaus I     | 2 marzo 1959      | 15 luglio 1964   |
| Affari esteri                                  |                           |                             |                                                                                 |                     |                   |                  |
|                                                |                           | Pierre Werner (1913-2002)   | Partito Popolare Cristiano Sociale                                              | Werner-Cravatte     | 15 luglio 1964    | 3 gennaio 1967   |
|                                                |                           | Pierre Grégoire (1907-1991) | Partito Popolare Cristiano Sociale                                              | Werner-Cravatte     | 3 gennaio 1967    | 1º febbraio 1969 |
| Affari esteri e commercio estero               |                           |                             |                                                                                 |                     |                   |                  |
|                                                |                           | Gaston Thorn (1928-2007)    | Partito Democratico                                                             | Werner-Schaus II    | 1º febbraio 1969  | 15 giugno 1974   |
| Thorn-Vouel-Berg                               | 15 giugno 1974            | Gaston Thorn (1928-2007)    | Partito Democratico                                                             | 16 luglio 1979      |                   |                  |
| Werner-Thorn-Flesch                            | 16 luglio 1979            | Gaston Thorn (1928-2007)    | Partito Democratico                                                             | 22 novembre 1980    |                   |                  |
| Werner-Thorn-Flesch                            |                           |                             | Colette Flesch (1937)                                                           | Partito Democratico | 22 novembre 1980  | 20 luglio 1984   |
| Affari esteri, commercio estero e cooperazione |                           |                             |                                                                                 |                     |                   |                  |
|                                                |                           | Jacques Poos (1935-2022)    | Partito Operaio Socialista Lussemburghese                                       | Santer-Poos I       | 20 luglio 1984    | 14 luglio 1989   |
| Santer-Poos II                                 | 14 luglio 1989            | Jacques Poos (1935-2022)    | Partito Operaio Socialista Lussemburghese                                       | 13 luglio 1994      |                   |                  |
| Santer-Poos III                                | 13 luglio 1994            | Jacques Poos (1935-2022)    | Partito Operaio Socialista Lussemburghese                                       | 20 gennaio 1995     |                   |                  |
| Juncker-Poos I                                 | 20 gennaio 1995           | Jacques Poos (1935-2022)    | Partito Operaio Socialista Lussemburghese                                       | 26 gennaio 1995     |                   |                  |
| Juncker-Poos II                                | 26 gennaio 1995           | Jacques Poos (1935-2022)    | Partito Operaio Socialista Lussemburghese                                       | 7 agosto 1999       |                   |                  |
|                                                |                           | Lydie Polfer (1952)         | Partito Democratico                                                             | Juncker-Polfer      | 7 agosto 1999     | 31 luglio 2004   |
| Affari esteri e immigrazione                   |                           |                             |                                                                                 |                     |                   |                  |
|                                                |                           | Jean Asselborn (1949)       | Partito Operaio Socialista Lussemburghese                                       | Juncker-Asselborn I | 31 luglio 2004    | 23 luglio 2009   |
| Juncker-Asselborn II                           | 23 luglio 2009            | Jean Asselborn (1949)       | Partito Operaio Socialista Lussemburghese                                       | 4 dicembre 2013     |                   |                  |
| Bettel I                                       | 4 dicembre 2013           | Jean Asselborn (1949)       | Partito Operaio Socialista Lussemburghese                                       | 5 dicembre 2018     |                   |                  |
| Bettel II                                      | 5 dicembre 2018           | Jean Asselborn (1949)       | Partito Operaio Socialista Lussemburghese                                       | 17 novembre 2023    |                   |                  |
| Affari esteri e commercio estero               |                           |                             |                                                                                 |                     |                   |                  |
|                                                |                           | Xavier Bettel (1973)        | Partito Democratico                                                             | Frieden-Bettel      | 17 novembre 2023  | in carica        |

### Esplicative
1. 1 2 3  Come Amministratore generale per gli affari esteri.
2. 1 2 3 4 5 6 7 8 9 10  Come Direttore generale per gli affari esteri.
3. ↑  Ricopre anche le seguenti cariche:
  - Ministro di Stato (16/07/1926 - 05/11/1937, 29/12/1953 - 29/03/1958)
  - Presidente del Governo (16/07/1926 - 05/11/1937)
  - Direttore generale della pubblica istruzione e dell'agricoltura (16/07/1926 - 05/11/1937)
  - Ministro dell'interno ad interim (07/02/1938 - 23/02/1945)
  - Ministro delle forze armate (03/07/1951 - 29/12/1953)

Assume altresì le seguenti deleghe:
  - Viticoltura (05/11/1937 - 23/02/1959)
  - Arti e scienze (05/11/1937 - 23/02/1945)
  - Armata (03/07/1951 - 29/12/1953)
  - Gendarmeria (03/07/1951 - 29/12/1953)
  - Polizia locale di Stato (03/07/1951 - 29/12/1953)
  - Amministrazione centrale (03/07/1951 - 29/12/1953)
  - Agricoltura (03/07/1951 - 29/06/1954)
  - Epurazione ad interim (03/07/1951 - 29/12/1953)
4. ↑  Dal 1º marzo 1947.
5. ↑  Ricopre anche le cariche di Vicepresidente del Governo e di Ministro delle forze armate.
6. ↑  Ricopre anche le cariche di Presidente del Governo, di Ministro di Stato, di Ministro del tesoro e di ministro della giustizia.
7. ↑  Ricopre anche le cariche di Ministro delle forze armate, di ministro degli affari culturali e di Ministro dei culti.
8. ↑  Ricopre anche le seguenti cariche
  - Ministro della funzione pubblica (fino al 15 giugno 1974)
  - Ministro dell'educazione fisica e degli sport (fino al 16 settembre 1977)
  - Presidente del Governo (dal 15 giugno 1974 al 6 luglio 1979)
  - Ministro di Stato (dal 15 giugno 1974 al 6 luglio 1979)
  - Ministro dell'economia nazionale e della classe media (dal 16 settembre 1977)
  - Vicepresidente del Governo (dal 16 luglio 1979)
  - Ministro della giustizia (dal 16 luglio 1979)
9. ↑  Ricopre anche la carica di Vicepresidente del Governo, di Ministro dell'economia e della classe media e di Ministro della giustizia.
10. ↑  Dal 16 luglio 1979.
11. ↑  Ricopre anche le seguenti cariche:
  - Vicepresidente del Governo (dal 14 luglio 1989 Vice Primo ministro)
  - Ministro dell'economia e della classe media (fino al 14 luglio 1989)
  - Ministro del tesoro (fino al 14 luglio 1989)
  - Ministro della sanità (dal 15 luglio 1988 al 14 luglio 1989)
  - Ministro delle forze pubbliche (dal 14 luglio 1989 al 13 luglio 1994)
12. ↑  Ricopre anche le cariche di Vice Primo ministro e di Ministro della funzione pubblica e della riforma amministrativa.
13. ↑  Dal 23 luglio 2009 al 4 dicembre 2013 Affari esteri.
14. ↑  Ricopre anche la carica di Vice Primo ministro fino al 4 dicembre 2013; dalla medesima data ricopre la carica di Ministro dell'immigrazione e dell'asilo.
15. ↑  Ricopre anche le cariche di Vice Primo ministro e di Ministro della cooperazione e dell'azione umanitaria.